# Дражевська Любов Артемівна
Любов Артемівна Дражевська, псевдонім — Любов Слобожанка (нар. 12 вересня 1910, Харків — 29 квітня 2006, Нью-Йорк) — українська літературознавиця, редакторка, перекладачка, журналістка, громадська діячка української діаспори в США. Дійсний член Української вільної академії наук, почесна членкиня Союзу українок Америки.

## З біографії
Народилася 12 вересня 1910 р. в м. Харкові. Її сестрою була художниця Віра Дражевська. Батько — Артем (Артемій) Миколайович Дражевський, з селянської родини, колишній есер, діяч кооперативного руху (був репресований, помер у таборі 1939 р.). Мати — Олена Олександрівна (нар. Устінова), лікарка.
Навчалася в Харківському інституті народної освіти. Була виключена як дочка репресованого з літературного факультету, потім із геологічного.
Працювала геологом.
1929 р. одружилася з Юрієм Лавріненком, 1941 р. розлучилися.
Війна застигла її на Кавказі, куди 1942 р. прийшли німецькі війська. Разом з німцями евакуювалася до Києва. 
1943 р. разом з матір'ю, сім'ями сестри Віри та подруги Алли Йогансен перебралася у Житомир, а звідти до Німеччини.
Була співробітницею Центрального представництва української еміграції у Франкфурті над Майном.
У повоєнний час емігрувала до США, завершила геологічну освіту в Колумбійському університеті (1958). Працювала перекладачкою і редакторкою у «Голосі Америки» (1951—1954), пресовою референткою в Українській вільній академії наук (Нью-Йорк). Була кураторкою Патерсонського Музею в Нью-Джерсі, співредакторкою двотомника «Симон Петлюра. Статті, листи, документи», «Леся Українка. Хронологія життя і творчості», однією з редакторів «Новин Академії» (з 1981).
Померла 29 квітня 2006 року в Нью-Йорку у віці 95 років.

## Творчість
Авторка праць:
- «Геологія Патерсону» (анг., 1976)
- «Леся Українка: хронологія життя і творчости»
- статей, оглядів.

Окремі публікації:
- Дражевська Л. Перші кроки «недостріляних» українців у повоєнній Америці (Очима свідка) //Слово і час. — 1991. — Ч. 10. — С. 28-34.
- Дражевська Л. Спогад про Докію Гуменну // Нові дні. — 1996. — № 558. — С. 19-20.